# 圣西梅翁 (奥恩省)
圣西梅翁（法語：Saint-Siméon，法語發音：[sɛ̃ simeɔ̃] ⓘ）是法国奥恩省的一个旧市镇，位于该省西南部，属于阿朗松区。2016年1月1日，圣西梅翁和相邻的另外2个市镇合并为新市镇帕赛维拉日（Passais-Village）。

## 地理
圣西梅翁（48°28'4"N, 0°44'46"W）面积16.13 平方千米，位于法国诺曼底大区奧恩省，该省份为法国西北部内陆省份，北起顺时针与卡爾瓦多斯省、厄尔省、厄尔-卢瓦省、萨尔特省、马耶讷省和芒什省接壤。
与圣西梅翁接壤的市镇（或旧市镇、城区）包括：帕赛、库埃姆-沃塞、戈龙、莱布瓦、莱皮奈勒孔特、帕赛维拉日、圣弗兰博。

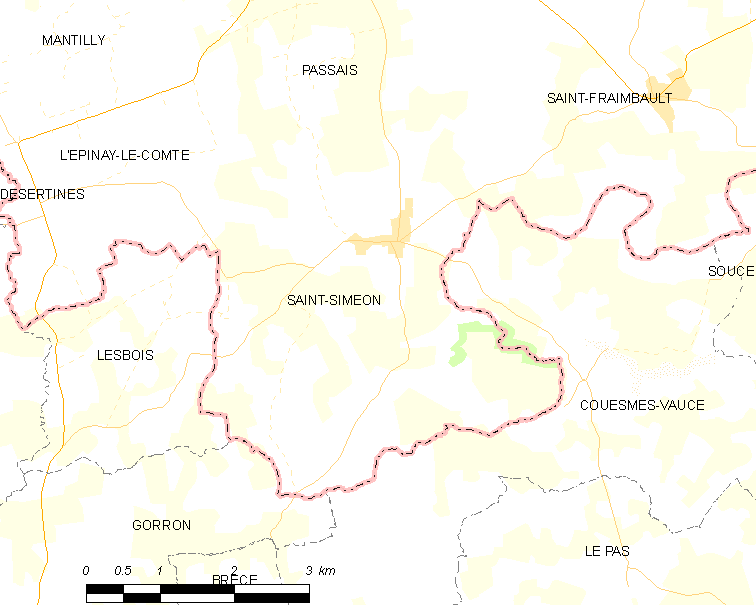
的OSM定位图

圣西梅翁的时区为UTC+01:00、UTC+02:00（夏令时）。

## 行政
圣西梅翁的邮政编码为61350，INSEE市镇编码为61455。

## 政治
圣西梅翁所属的省级选区为奥恩诺曼底地区巴尼奥勒县。

## 人口

1962-2008年间人口变化图示

圣西梅翁于2018年1月1日时的人口数量为229人。